# Gruppo dell'epidoto
Il gruppo dell'epidoto è una famiglia di minerali. Nello specifico si tratta di silicati di calcio, alluminio, ferro e manganese.

## Storia
I minerali appartenenti al gruppo dell’epidoto sono conosciuti dal XVIII secolo ma a quel tempo per le loro colorazioni vennero definiti actinoliti e sciorliti e non erano distinti dai minerali che appartengono a questi ultimi gruppi. Haüy definì questa specie minerale e le diede il nome Epidoto nel 1801 mentre nel 1805 Werner li definì pistaciti. Epidoto deriva dal greco Epidosis (aumentare). Il nome pistacite è un riferimento al colore verde. Rammelsberg nel 1856 studiò la relazione tra zoisite ed epidoto e presentò una serie di analisi chimiche riguardo alla zoisite. Notò che le concentrazioni relative di cationi bi-, tri- e tetravalenti erano identiche nella zoisite e nell’epidoto ma che il contenuto di ferro nella zoisite era generalmente minore rispetto all’epidoto.

## Caratteristiche chimico-fisiche
Gli epidoti sono caratterizzati dalla cristallizzazione nei sistemi rombico e monoclino e da un abito prismatico allungato sull'asse b, con striature. Sono dei minerali piuttosto duri dato che hanno una durezza compresa tra 6 e 7 della scala di Mohs, inoltre si tratta di minerali leggeri. Il loro colore può variare da minerale a minerale. La loro lucentezza è vitrea. I minerali di questa famiglia fondono facilmente e generalmente sono inattaccabili dagli acidi.
La struttura dell'epidoto contiene sia gruppi SiO44- indipendenti che gruppi Si2O76-. Nella struttura sono presenti inoltre catene di ottaedri AlO6 e AlO4(OH)2 che condividono spigoli, orientate secondo la direzione dell'asse b. Al di fuori delle catene si trova un'ulteriore posizione ottaedrica; occupata da Al nella clinozoisite e da Fe3+ e Al nell'epidoto. Le catene sono collegate dai gruppi SiO44- e Si2O76-. Il calcio occupa un sito a coordinazione 8 irregolare. Il sito occupato dal calcio può essere anche parzialmente riempito da Na+. Oltre ad Al il sito ottaedrico esterno alle catene può ospitare Fe3+, Mn3+ e più raramente Mn2+.
Le principali composizioni all'interno del gruppo sono riportate in tabella:
|              | Formula                                          |
| ------------ | ------------------------------------------------ |
| Clinozoisite | Ca2(Al,Fe3+)Al2O·OH·Si2O7·SiO4                   |
| Epidoto      | Ca2(Fe3+, Al)Al2O·OH·Si2O7·SiO4                  |
| Piemontite   | Ca2(Mn3+,Fe3+, Al3+)3O·OH·Si2O7·SiO4             |
| Allanite     | (Ca,Mn,Ce,La,Y)2(Fe2+, Fe3+, Al)3O·OH·Si2O7·SiO4 |

## Origine e giacitura
Questa famiglia di minerali è molto diffusa nelle rocce metamorfiche sia come minerali principali che come prodotto di trasformazione di plagioclasi ricchi di calcio con l'unica eccezione dell'ortite che ha origine magmatica e si trova nelle rocce pegmatitiche.

## Località di ritrovamento
Le principali località di ritrovamento sono:
- Europa: pistacite: Untersulzbachtal (Austria), zoisite: Saualpe (Austria), Urali (Russia); ortite: Arendal (Norvegia), Svezia; piemontite e thulite: Norvegia;
  - Italia: clinozoisite: Val d'Ala (provincia di Torino); in Valtellina, in Val Malenco (provincia di Sondrio); pistacite: Val d'Ala e Traversella (provincia di Torino), in Val Cordera ed in Val Malenco (provincia di Sondrio); in Val di Fassa (provincia di Trento), nell'isola d'Elba; piemontite: Saint-Marcel (Valle d'Aosta); Ceres (provincia di Torino);
- Resto del mondo: clinozoisite: Madagascar; ortite: Madagascar e Groenlandia; zoisite: in varie zone dell'Africa; tanzanite: Tanzania.

## Minerali del gruppo dell'epidoto
- Clinozoisite
- Epidoto
- Epidoto-(Pb)
- Mukhinite
- Clinozoisite-(Sr)
- Piemontite
- Piemontite-(Sr)
- Manganipiemontite-(Sr)